# Мойсей
Мойсе́й (івр. מֹשֶׁה‎, Моше́; араб. موسى — Муса́) — біблійний персонаж з Пятикнижжя у Старому Завіті. За Біблією — діяльний лідер, політичний та релігійний лідер і законодавець єврейського народу, пророк і згідно з церковною традицією вважається першим священним автором. Для юдеїв, християн і мусульман та вірних інших авраамічних релігій Мойсей є одним із найбільших пророків. Вважається основоположником юдаїзму.
У Книзі Виходу розповідається, що Мойсей вивів євреїв із єгипетського полону в Обіцяну землю, водив 40 років по пустелі, отримав від Бога Десять заповідей на горі Синай і помер, не діставшись до Святої землі.
Існування Мойсея, а також достовірність його життєпису в Біблії є предметом суперечок серед біблеїстів та істориків, однак дослідники зберігають ймовірність, що Мойсей або особа як прототип Мойсея міг існувати в XIII ст. до н. е. та взяти на себе місію, що описана у Книзі Вихід. Біблеїсти зазвичай датують його життя XVI—XII століттями до н. е., переважно пов'язуючи з фараонами Нового царства. Більшість[джерело? незалежних дослідників Біблії вважають, що Мойсея ніколи не було — інших джерел, в яких про нього мовилося б, немає.
Талмудичний юдаїзм вважає, що Мойсей жив у 1391—1271 роках до н. е., святий Єронім наводить як дату народження 1592 рік до Різдва Христового.
День пам'яті пророка Мойсея вшановується Православною церквою, Католицькою церквою та низкою протестантських церков — 4 вересня. У візантійській традиції Мойсей вшановується як «Святий пророк і Боговидець на горі Нево». Православна церква також вшановує його пам'ять у Неділю Праотців, за дві неділі перед Різдвом Христовим. Пам'ять Мойсея також вшановується 20 липня з Аароном, Іллею та Єлисеєм та 14 квітня з усіма святими синайськими монахами. Вірменська церква вшановує його як одного зі Святих Праотців у своєму календарі святих 30 липня.

## Історія Мойсея
За Біблією Мойсей народився у сім'ї єврея за походженням із коліна Левіїного, мав брата Аарона (у мусульман Гаруна або Гаруна Абуль-Фараджа) та сестру Міріам (у мусульман — Маріам).
Коли народився Мойсей, його мати три місяці переховувала його народження через наказ фараона вбивати єврейських немовлят-хлопчиків, а потім поклала дитину в кошик і залишила на березі річки. Дитину знайшла дочка фараона і вирішила взяти її собі, а рідна мати вигодувала його. Коли Мойсей виріс, він зрозумів, що євреям в Єгипті живеться дуже тяжко: вони важко працюють і зазнають знущань. Одного дня, коли Мойсей досяг повноліття, він убив єгиптянина, який бив єврея. Щоб уникнути смертної кари фараона, Мойсей втік до Мідіяну (пустельної країни на південь від Юдеї), де одружився з Ціппорою та мав з нею двох синів — Ґершома і Еліезера (Вих. 18:1–4).

### Вихід з Єгипту
Одного разу Мойсею явився Господь у вигляді куща, що горів вогнем, і сказав, звертаючись до нього, що розуміє страждання свого народу і вирішив звільнити його і вивести в іншу землю, тому Мойсей мав піти до фараона, всім розповісти про своє видіння і передати волю Бога. Проте фараон не погодився відпустити ізраїльський народ з Єгипту, а життя євреїв ще погіршилося. І тоді Бог послав десять кар на Єгипет: вода перетворилася на кров, трапилося нашестя жаб та мух, епідемія виразки, град, сарана та густа темрява, смерть всіх єгипетських первістків та всього первородного від тварин. Лише після цього фараон відпустив євреїв і після 430 років життя в Єгипті вони залишили його. Ця подія — вихід євреїв з Єгипту — велике свято для юдеїв. Цього дня вони святкують Песах. У Старому Завіті детально описані правила святкування Песаху.

### Перехід через Червоне море
Мойсей повів своїх людей на схід у довгу подорож до Ханаану. Похід проходив повільно і тричі зупинявся на відпочинок ще перед кордоном Єгипту. Тим часом фараон передумав і послав їм навздогін велике військо. Опинившись між полками фараона й морем, ізраїльтяни занепали духом, але Книга Вихід розповідає про те, що Бог розділив води так, що вони змогли безпечно перейти через море по суші. Коли єгипетське військо спробувало піти за ними, Бог знову зімкнув води, і єгиптяни втопилися.
Народ Мойсея пішов далі до Мари й ішов три дні пустелею Шур, не знаходячи води. Але врешті вони добралися до Еліму, де їх зустріли 12 джерел та 70 пальм. З Еліму вони пішли далі й через 45 днів добралися до пустелі Сін, і ще далі до долини Рефідім, чим завершився перехід через Червоне море.

### Гора Синай та Десять заповідей
Біблія розповідає, що після переходу через Червоне море, коли Мойсей привів ізраїльтян у пустелю, Бог призвав його на гору Синай, на те саме місце, де Мойсей розмовляв із охопленим полум'ям кущем, а також добув воду зі скелі ударом палиці. Мойсей жив на горі 40 днів та 40 ночей, і за цей проміжок часу він отримав безпосередньо від Бога Десять заповідей. Потім Мойсей спустився з гори з наміром передати заповіді своєму народу, але в долині він побачив, що його люди всупереч велінню Бога спорудили собі Золотого тельця. Сильно розгнівавшись, Мойсей кинув таблиці з заповідями на землю й розбив їх, а потім наказав своєму власному племені, левітам, пройтися по табору й убити всіх, хто продовжував поклонятися ідолу, включно із родичами й друзями. Левіти убили 3000 людей. Потім Бог звелів Мойсею написати дві інші таблиці замість тих, що він розбив, тож Мойсей знову піднявся на гору, знову жив там 40 днів та ночей, і, повернувшись, нарешті передав заповіді своїм людям. За це євреї називають Мойсея «Законодавцем».

### Блукання в пустелі

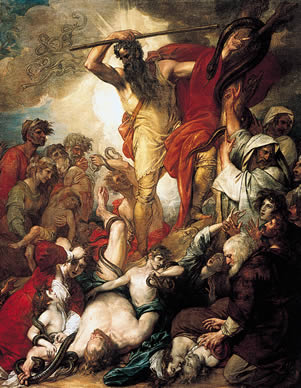
Мойсей тримає мідного змія, дивлячись на якого ізраїльтяни могли зцілитися від отруйних укусів змій. Картина Джона Еверетта Мілле

Коли народ прийшов у Мару, вода там була гіркою, і люди стали нарікати на Мойсея, але він кинув у воду дерево, й вона стала смачною. Провіант, винесений із Єгипту підійшов до кінця, й знову люди нарікали на Мойсея та Арона, говорили, що краще б їм було померти в Єгипті, але Бог створив манну небесну, яка випадала щоранку. Коли народ отаборився у Рефідимі, там не було води, й знову люди скаржилися. Тоді Мойсей ударив палицею в скелю, і звідти побігла вода.
Коли на народ напали амалекітяни, Мойсей звелів Ісусу Навину очолити людей, а сам став на пагорбі з божою палицею в руках. Поки Мойсей тримав палицю над головою, євреї перемагали, але, коли він опускав руки, амалекітяни починали брати верх. Оскільки Мойсей втомлювався, Арон і Хур посадили його на камінь і підтримували кожен одну руку, й ізраїльтяни перемогли.
Коли народ прийшов у пустелю Паран, Мойсей послав у Ханаан дванадцять розвідників. Вони повернулися через сорок днів, принесли виноград та інші докази родючості. Хоча всі вони розповідали про те, яка багата та земля, тільки двоє з них, Ісус Навин та Калеб висловили бажання завоювати її. За це їх ледь не побили камінням. Люди стали нарікати, плакати й проситися назад у Єгипет. Мойсей відмовився від думки знищити ізраїльтян повністю й стати батьком великої нації тільки зі своїх нащадків. Замість цього він сказав народу, що вони блукатимуть у пустелі сорок років, поки всі, кому на ту мить було понад двадцять, і хто відмовився увійти в обіцяну землю, помруть, і тільки їхні діти зможуть увійти в Ханаан і заволодіти цим краєм. Наступного ранку ізраїльтяни заголосили, що вони згрішили й хочуть увійти в Ханаан. Мойсей заборонив їм це робити, але ізраїльтяни не послухалися. Вони увійшли в долину, звідки їх витіснили амаликитяни та інші ханаанці.

## Спасительяк Мойсей Нового Завіту

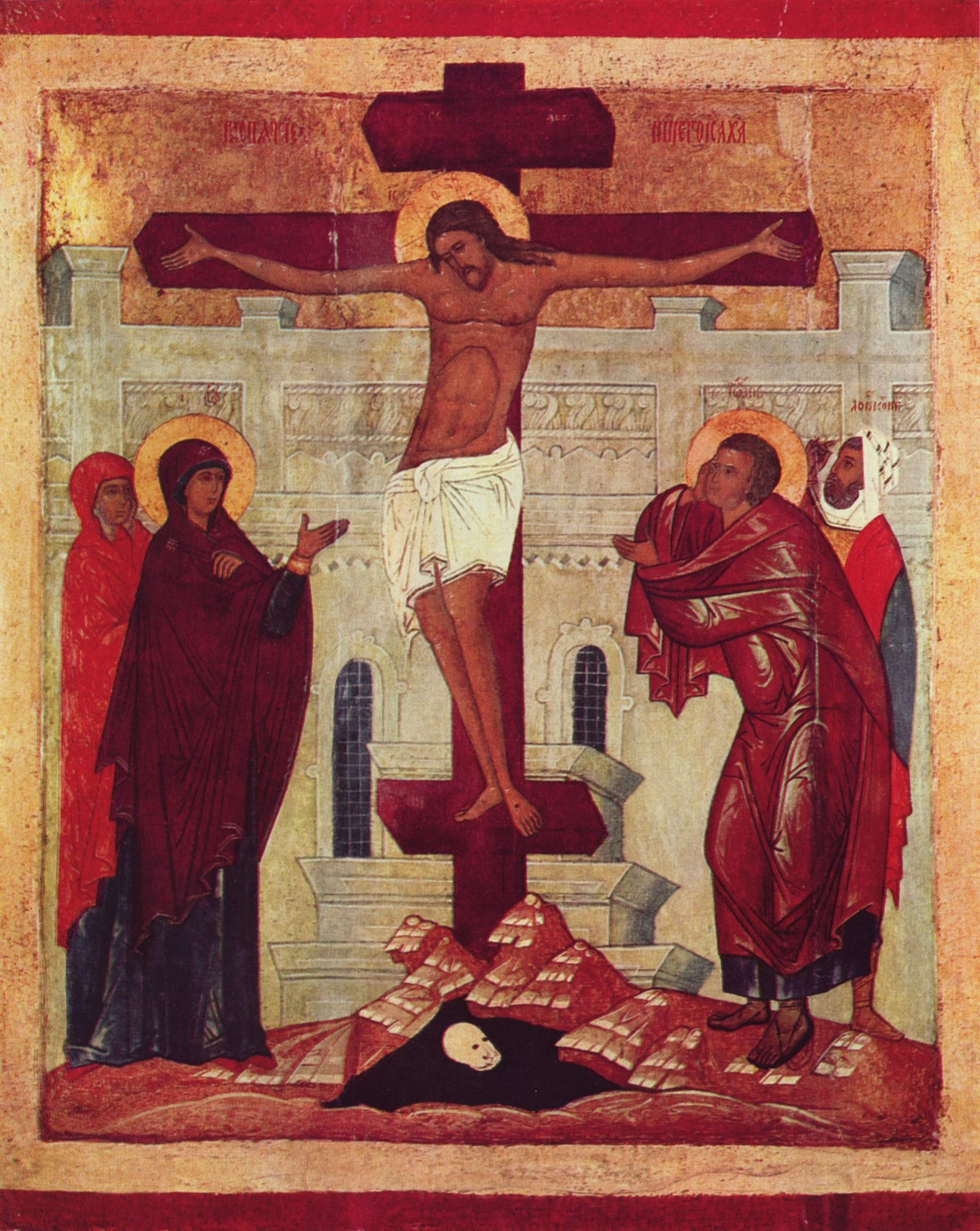
Спаситель страждає на хресті, спасаючи людство. Ікона новгородської школи, близько 1360 року

У християнському й зокрема православному богослов'ї в деяких випадках заведено трактувати Ісуса Христа як Мойсея Нового Завіту і порівнювати зі старозавітним Мойсеєм. Стверджується, що так само як старожитній Мойсей звільнив старожитніх євреїв, свій народ від неволі єгипетської, так само Ісус Христос спас все людство з полону гріха. Саме на цьому заснована ідея святкування християнського Великодня (Пасхи) відповідника Пасхи старозавітної (єврейської).

## Ім'я

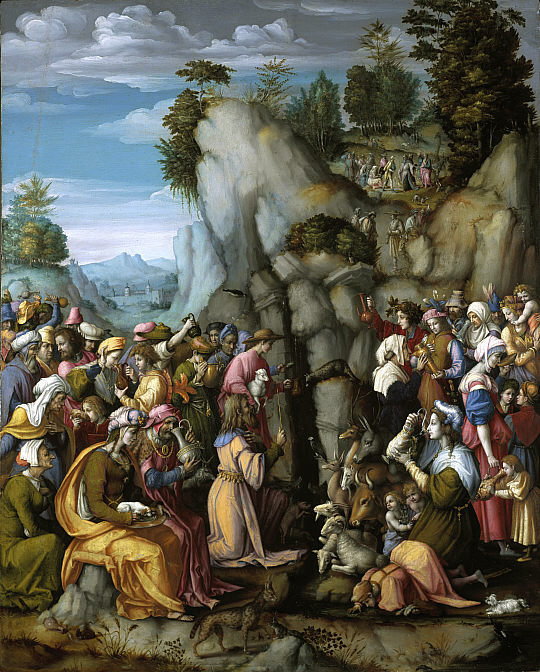
Мойсей вибиває воду зі скелі в пустелі, полотно Бак'якки

Завдяки тому, що авраамічні релігії (юдаїзм, християнство й іслам) поширились у всьому світі й мали значний вплив на розвиток людства, історії зі Святого Письма стали складовою частиною культури багатьох народів світу. При цьому ім'я Мойсей отримало різне звучання і написання у вустах різних народів.

## Образ Мойсея в історії українського народу

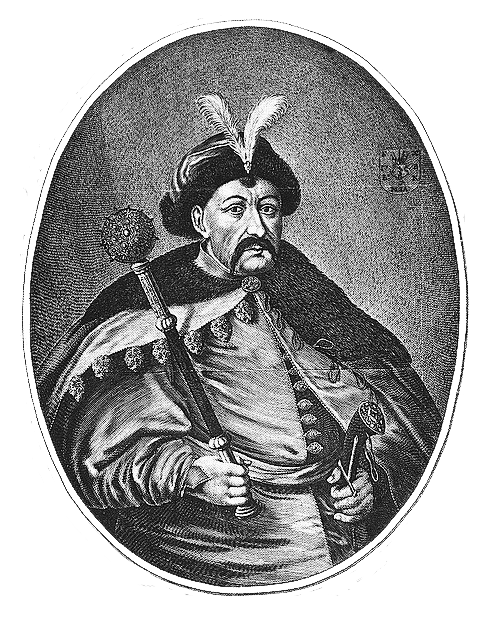
Богдан Хмельницький — Український Мойсей XVII ст.

Мойсей, як один з духовних праотців людства з точки зору православного віровчення з давніх часів був шанований серед українського народу. Так в Україні було поширене ім'я Мусій, з Мойсеєм порівнювали оборонців віри, вірних синів і захисників українського народу.
Саме «Українським Мойсеєм», «визволителем з ярма лядського і панського» ще за життя і потім протягом кількох століть (XVII—XX ст.) в українських козацьких хуторах і селах називали Богдана Хмельницького, бо за словами Самійла Величка:
|  | Ібо всемогущий Бог і всея тварі Содітель, видяй з імперею, от найвишшого слави своєя престола, возносящаяся до небес, капернауми і титули польськіє, і озлобленіє, аки люду ізраїльському єгипетськоє, вірних в православії непозиблемом зостаючих малоросіян, раб своїх, посла їм яко Мойсея того, о нем же пишем, Богдана Хмельницького і даде єму смисл і розум, чрез которий би возмогл от так тяжкаго іга лядського вольний малоросійський народ освободити і в вожделінную паки приоблекти свободу. |

## У мистецтві
мистецтво:
Мойсей (Мікеланджело)
література:
До образу Мойсея зверталися письменники Альфред де Віньї (французька література), Гергарт Гауптман (німецька література). Серед українських літераторів К. Устиянович, М. Голубець. Іван Франко створив поему «Мойсей», у якій через історію єврейського народу зобразив долю українців.
Зигмунд Фрейд написав книгу «Мойсей і монотеїзм» (З. Фрейд. Ця людина Мойсей), присвячену психоаналітичному дослідженню життєвого шляху Мойсея та його стосунків з народом.
кінематограф:
- «Десять заповідей» (1923) та його однойменний ремейк (1956)
- «Пророк Мойсей: Вождь-визволитель» (1995)
- «Вихід: Боги та царі» (2014)

музика:
- «Мойсей» ораторія Мирослава Волинського на текст Івана Франка[20][21]
- опера Арнольда Шенберга
- опера Мирослава Скорика
- американський негритянський спірічуелс «Go Down Moses».